# 감자면
감자면은 농심이 2003년 9월 24일에 출시한 인스턴트 라면이다.

## 원재료
면면 중 감자전분48%(독일산) , 소맥분(미국산, 호주산) , 팜유 , 글루텐 , 면 중 감자분말2.8%(벨기에산) , 난각칼슘 , 정제염 , 마늘조미액 , 면류첨가알카리제(산도조절제) , 혼합제제(산도조절제) , 올리고녹차풍미액 , 비타민B2
스프소고기조미분말 , 야채분말 , 정제염 , 조미볶움양파분말 , 양념채소베이스 , 갈비찜맛분말 , 동결건조양파분말 , 육수맛조미베이스 , 간장분말 , 마늘동결건조분말 , 5-리보뉴클레오티드이나트륨 , 양념분말 , 정백당 , 물엿분말 , 후추추출물분말 , 혼합제제(변성전분, 물엿분말) , 백후추추출물분말(물엿분말,올레오진화이트페퍼) , 매운맛조미분 , 호박산이나트륨 , 생강추출물분말 , 건양배추 , 건표고버섯 , 건청경채 , 조미건마늘 , 동결건조애호박 , 조미건조홍고추링